# Florencio Román Reyna
Florencio Román Reyna es un político peruano.
En las elecciones regionales del 2010 se presentó como candidato a Vicepresidente regional de Áncash en el Movimiento Regional Independiente Cuenta Conmigo junto con el entonces presidente regional César Álvarez Aguilar obteniendo la representación. Luego de que Álvarez fuera vacado del cargo de Presidente Regional de Áncash tras haber sido condenado por corrupción, Román Reyna asumió la presidencia regional el 20 de mayo del 2014.
Estuvo en el cargo poco más de tres semanas siendo suspendido por el Jurado Nacional de Elecciones debido a la existencia de un mandato de prisión preventiva por dieciocho meses dictado en su contra por parte del Tercer Juzgado de Investigación Preparatoria del Santa el 29 de mayo del 2014 en el marco de la investigación que se realizaba por el caso "La Centralita" del que supuestamente formaba parte. dejándose sin efecto su nombramiento y onvocando al concejero regional por la provincia de Mariscal Luzuriaga Zenón Ayala López para que asuma provisionalmente el cargo de presidente del gobierno regional y al consejero por la provincia del Santa Juan Benigno Chuiz Villanueva para que asuma el cargo de vicepresidente.
Frente a los recursos que presentó, la Sala Nacional de Apelaciones varió su orden de prisión preventiva por un mandato de arresto domiciliario. El 20 de agosto del 2014, Román Reyna ingresó a la sede del Gobierno Regional de Áncash en la ciudad de Huaraz pretendiendo cumplir su arresto domiciliario en la oficina de la presidencia. Ese mismo día fue desalojado por la Policía tras realizar un procedimiento de descerraje. Posteriormente, el Juzgado de Investigación Preparatoria Nacional decidió que el arresto domiciliario lo cumpla en su vivienda ubicada en la ciudad de Chimbote. En el año 2018, la fiscalía a cargo de la investigación solicitó el archivamiento de la investigación en contra de Román.